# Alajuela (distrito)
Alajuela es un distrito de Costa Rica, a unos 20 km (kilómetros) al oeste de la capital, San José. Alajuela es la cabecera del cantón y de la provincia homónima, además de ser parte de la Gran Área Metropolitana. Le corresponde el título de ciudad al ser la sede de la Municipalidad de Alajuela.

## Historia

### Alajuela en el Período Colonial
El espacio que hoy ocupa el distrito de Alajuela está habitado desde hace unos 12 000 años. Los arqueólogos del Museo Nacional de Costa Rica han identificado varios petroglifos prehistóricos a lo largo del río Itiquís.
La Piedra de los Soles es la más grande y destacada. Se ubica en el barrio de Tuetal Sur. Según los expertos, era un lugar para colocar sacrificios, como animales de caza o elementos simbólicos de la cosecha. Tiene más de mil años y presenta espirales con pétalos que recuerdan soles o estrellas.
Para el siglo XVI, la zona formaba parte del reino Huetar de Occidente, regido por el cacique Garabito.
Juan de Cavallón y Arboleda fue el primer europeo que llegó a la región (1561) y levantó el Castillo de Garcimuñoz para los colonos españoles. El rey Garabito no aceptó la invasión española dando comienzo a la resistencia indígena, que logró expulsar del Valle Central Occidental a ese conquistador español; después luchó contra Juan Vázquez de Coronado, sucesor de aquel.
Sin embargo, las epidemias de nuevas enfermedades en América arrasaron a los indígenas, quienes pronto fueron vencidos y encomendados por el español Pero Afán de Ribera y Gómez. Los huetares que sobrevivieron en la zona de Alajuela fueron reubicados en el Pueblo de Indios de Barva.
Desde 1601 los españoles abrieron el Camino Real entre Cartago y Nicaragua. El nombre de Alajuela figura por primera vez en un documento en 1657, concretamente en el testamento de Juana de Vera y Sotomayor, quien tenía una estancia de ganado en «el llano junto al río de La Lajuela, con 400 yeguas y un burro, 200 reses vacunas y 30 y tantas bestias mulares». Esta fue la primera propiedad registrada en la localidad de Alajuela. Desde entonces, se empezó a formar un caserío de mestizos en ese llano. Para el siglo XVIII en la zona había varios potreros con ganado y algunos cañaverales para la producción de panela y aguardiente. Los caseríos en «la región de los cinco barrios» (Los Targuases, La Alajuela, Las Ciruelas, Púas y Río Grande) tenían una función económica en la Provincia Colonial de Costa Rica.
En 1748, el obispo Isidro Bullón y Figueroa intentó agrupar a todos los colonos en el valle de Barva alrededor de la ermita de Cubujuquí (Heredia); pero como no se trasladaron, ordenó la destrucción de las casas alejadas de la iglesia. El párroco de la región, Juan Pomar y Burgos, en compañía del alcalde Ventura Sáenz de Bonilla y un grupo de veinticinco soldados al mando del capitán José Miguel Avendaño, «fueron al caserío de La Lajuela, donde incendiaron veintiún casas y obligaron a sus moradores a trasladarse a Cubujuquí».

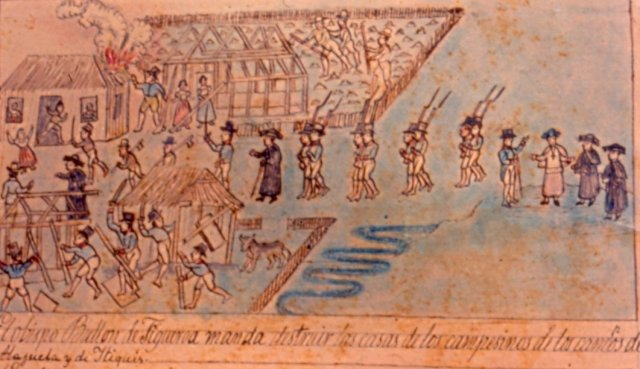
El caserío de La Lajuela fue destruido por las autoridades españolas en 1748. Este dibujo de José María Figueroa Oreamuno es la imagen más antigua que existe de Alajuela.

La comunidad fue reconocida oficialmente en 1782, cuando Lorenzo de Tristán, el obispo de Nicaragua, Nicoya y Costa Rica, Esteban abrió un oratorio en «el caserío de La Alajuela», donde también estableció un cuadrante para que los campesinos se agruparan. De esta manera, se considera que Tristán fundó Alajuela el 12 de octubre de aquel año.
El párroco López del Corral hizo levantar una lista de los vecinos en los cinco caseríos anteriormente citados, la cual incluía solo los nombres de los padres de familia o de las mujeres jefas de familia que tenían su residencia en ellos. De las 267 familias contenidas en la lista, 79 habitaban en el caserío de La Alajuela. Llama la atención el hecho de que el número de apellidos son 39; entre los que más repiten están: Calvo (7 familias), Martínez (6), Loria (6), Rodríguez (4) y Rojas (4). Otros apellidos que aparecen en la lista de los fundadores son: Alvarado, Núñez, Jiménez, Zamora, Fernández, Soto, Alfaro, Morera, Murillo, Porras, Arias, Flores, Pérez, Solera, Salazar, Carvajal.
Ocho años más tarde, en 1790, las autoridades españolas crearon en Alajuela la parroquia de san Juan Nepomuceno. El Cabildo de la ciudad fue establecido en 1813, por iniciativa del diputado de Costa Rica ante las Cortes de Cádiz, Florencio del Castillo. En la última etapa del Período Colonial este pueblo fue conocido como la Villa Hermosa de Alajuela.
Como consigna el libro de Marlon Ocampo Paisaje y vida cotidiana en la Villa Hermosa de Alajuela (1782-1821), en la villa, además de campesinos pobres y comerciantes adinerados, había «personas esclavizadas de procedencia africana» (la esclavitud será prohibida en Costa Rica por la Constitución de la República Federal de Centroamérica de 1824). El grupo autodenominado de «las familias principales» eran hacendados, comerciantes, sacerdotes y oficiales del gobierno español; familias como los Alfaro, los Soto o los Loria que controlaban el cabildo, la parroquia, el crédito, el cuartel y la cárcel.

### Período republicano en elsigloXIX
Desde la Independencia (15 de septiembre de 1821), Alajuela tuvo un papel importante en la política y el desarrollo económico de Costa Rica dentro de la República Federal de Centroamérica.

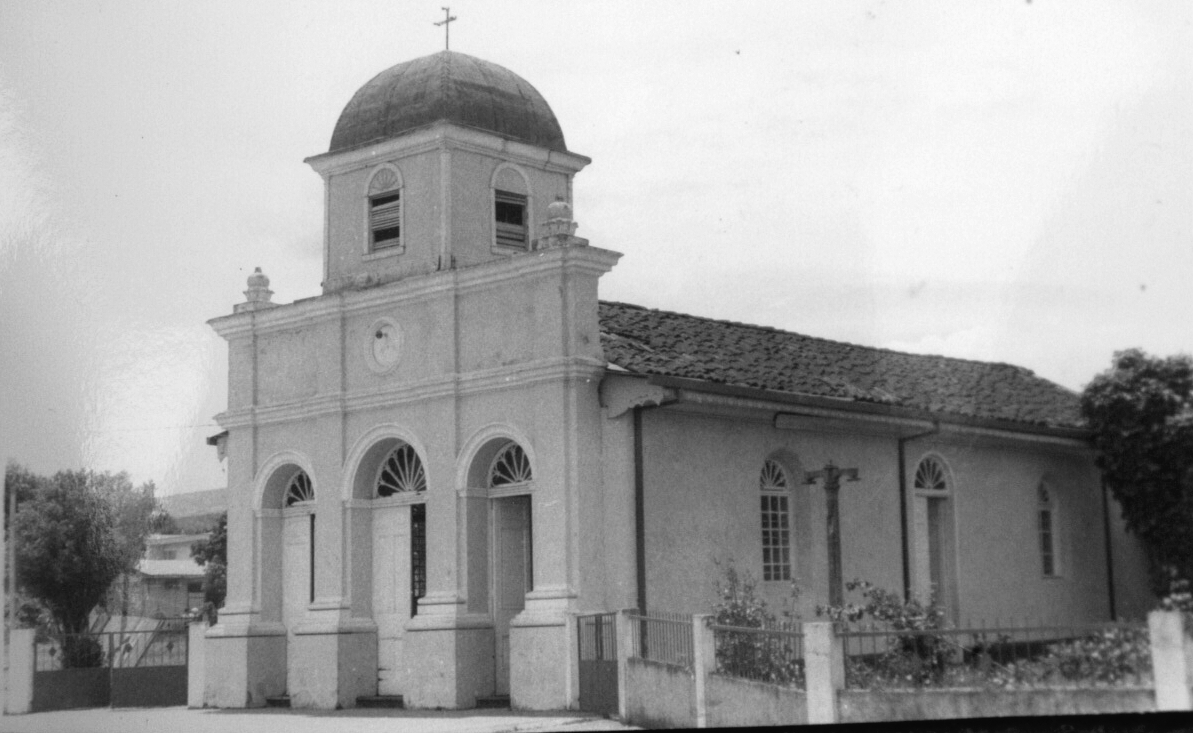
La Ermita de El Llano fue construida en 1889. Foto histórica de José Manuel Morera Cabezas.

Durante la primera guerra civil de Costa Rica, la milicia de Alajuela peleó en la Batalla de Ochomogo en 1823. Las villas más recientes, como San José, Alajuela y Escazú, se aliaron en sus ideas republicanas contra las ciudades conservadoras de Cartago y Heredia, que defendían sus privilegios de la monarquía. En este conflicto se destacó el desempeño militar y democrático del alajuelense Gregorio José Ramírez y Castro, comandante general de los republicanos. Mientras eso sucedía en Ochomogo, Alajuela fue atacada por los heredianos y la comunidad —sin sus tropas que estaban combatiendo en el cerro de Ochomogo— tuvo que defenderse con solo un cañón y algunos hombres armados comandados por el alcalde José Ángel Soto en lo que se conoce como la Batalla del Arroyo, el 5 de abril de 1823. Como era previsible, los alajuelenses se vieron obligados a capitular, la villa fue tomada y algunas casas fueron saqueadas. Sin embargo, Gregorio José Ramírez y Castro, después de vencer en Ochomogo y Cartago fue, con el ejército republicano, a liberar Alajuela y restablecer el orden en el Valle Central.
Los presidentes (llamados en esa época jefes supremos) Juan Mora Fernández y Braulio Carrillo Colina impulsaron el cultivo de café para la exportación a Inglaterra a través de Chile por el océano Pacífico. Alajuela, relativamente cercana al puerto de Puntarenas, fue una de las primeras zonas de Costa Rica en sembrar café. Con el objetivo de mejorar el acceso al mar se construyó el puente sobre el Río Grande de San Ramón (yendo hacia Atenas) y la aduana de La Garita.
En 1828 la municipalidad realizó esfuerzos para empedrar las principales calles del pueblo. En 1853 se inauguró la ermita del barrio San José, el edificio en pie más antiguo de la provincia.
Alajuela fue capital de Costa Rica entre 1834 y 1835, por la Ley de la Ambulancia que establecía la rotación del gobierno las cuatro principales ciudades del país. Fieles a su tradición de poner apodos y hacer bromas, los alajuelenses llamaron Juan Gestos al político cartigés Diego Bonilla Nava por su manera expresiva de hablar, y al jefe de Estado José Rafael Gallegos Alvarado lo llamaron Ba-sin-ton, comparándolo con el líder estadounidense Wa-shing-ton, sólo que “sin ton ni son”.
Con el fin de la Ley de la Ambulancia comenzó el segundo conflicto fratricida, la llamada Guerra de la Liga, durante la cual Alajuela se alió a Heredia y Cartago contra San José. Las milicias de las dos primeras avanzaron hasta Tibás y el río Virilla, donde se dieron los principales combates; tras sufrir una serie de derrotas empezaron a retroceder y, después de unos días, el 28 de octubre de 1835 fueron acorralados en Alajuela.

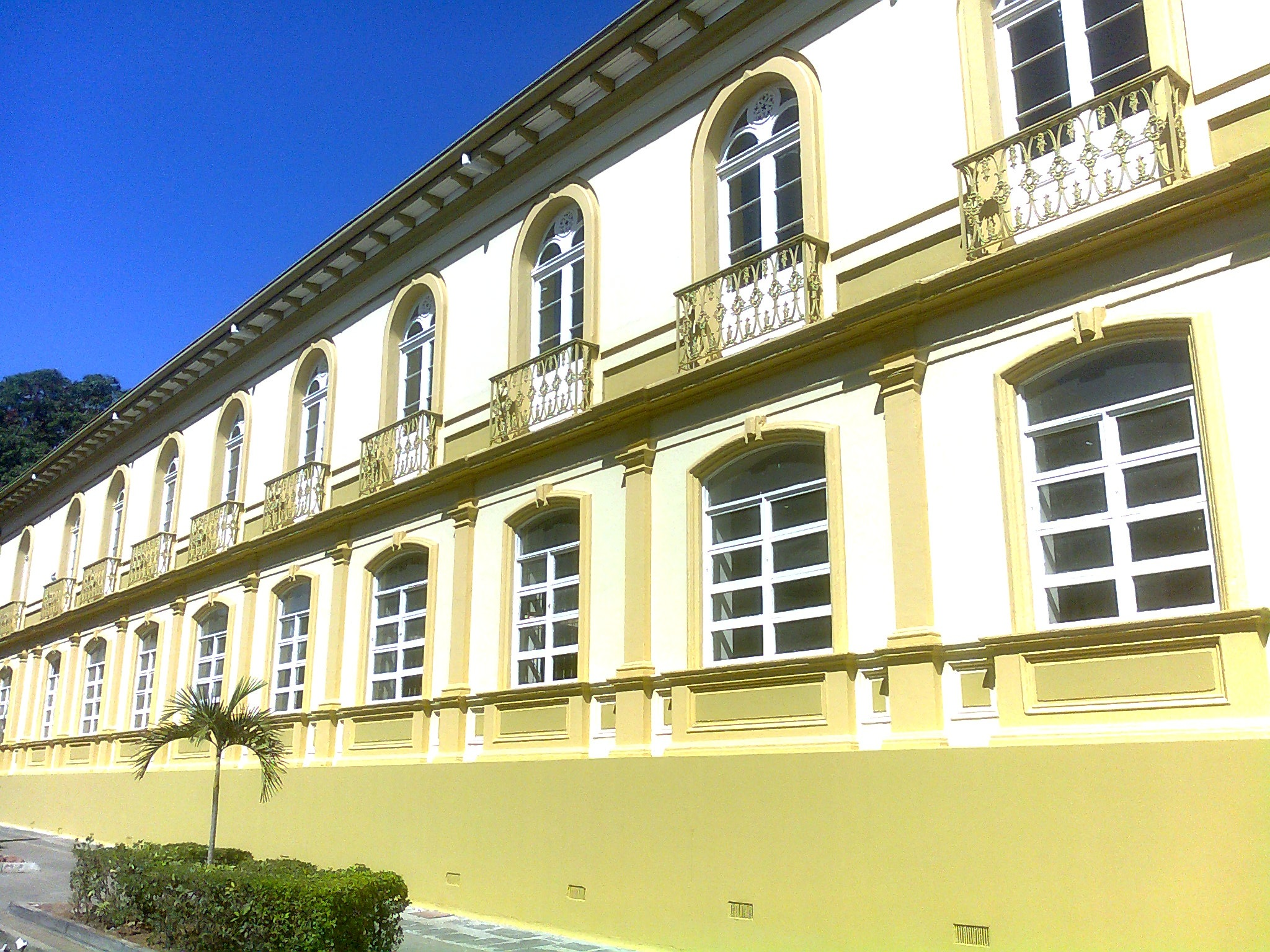
El Instituto de Alajuela, uno de los principales centros educativos costarricense en el, fue fundado en 1887.

En 1842 el Costa Rica el general hondureño Francisco Morazán entró con su ejército al Valle Central por Alajuela gracias al Pacto del Jocote que firmó con el general salvadoreño Vicente Villaseñor, a quien el presidente Braulio Carrillo había enviado a repeler a las tropas invasoras. Pero en lugar de cumplir las órdenes del jefe de Estado, Villaseñor se unió a Morazán, el caudillo unionista, quien asumió la jefatura de Costa Rica después de expulsar a Carrillo. En el barrio El Coyol —donde el 11 de abril de 1842 a la sombra de un árbol de jocote se concretó el acuerdo— hay un memorial que recuerda la traición de Villaseñor y a Rafael Barroeta, un soldado alajuelense que protestó lanzando el lema patriótico: «Aquí no hemos venido a pactar, sino a pelear». En septiembre, comenzó desde Alajuela la rebelión contra el régimen de Morazán, que fue derrotado y fusilado junto con Villaseñor. Como resultado, el alajuelense José María Alfaro Zamora asumió la jefatura del Estado.
La producción de café en las haciendas de la región revolucionó la economía local, cambiando la sociedad y su cultura; se comenzó así a marcar una clara diferencia entre la oligarquía de Alajuela y los campesinos pobres.
En la ciudad y sus alrededores los campesinos sin tierras propias buscaron un mejor futuro al oeste, en la frontera agraria del Valle Central, colonizando las zonas de Atenas (1836), San Ramón (1854) y Grecia (1856). Este proceso continuará hasta poblar Naranjo, Zarcero, San Carlos y el resto de la provincia actual. La expansión de la población originada en Alajuela llegará hasta Guanacaste en Tilarán, y Jacó en Puntarenas.
Alajuela fue el pueblo natal del héroe nacional Juan Santamaría, quien luchó contra las invasiones estadounidenses a Centroamérica (Campaña Nacional de 1856-1857). La ciudad le ha dedicado un parque con su monumento encargado al escultor francés Aristide Onésime Croisy; la estatua fue colocada en 1891 sobre un pedestal de piedra labrado a mano por el italiano Giuseppe Bulgarelli. Valga decir que otro héroe de la Campaña Nacional, Juan Alfaro Ruiz, también era vecino de Alajuela.
El padre Juan Manuel López del Corral mencionó un tejar (fábrica de tejas y ladrillos) en 1782, ubicado a las afueras de la villa, donde, con el paso de las décadas se formó un caserío y la parroquia de Alajuela estableció una ermita dedicada a san Antonio; hoy día ese barrio se conoce como San Antonio del Tejar.
En la segunda mitad del siglo XIX, el casco urbano de Alajuela estaba lleno de casas de adobe, pintadas de blanco con cal y con techo de tejas. Abundaban los cafetales, las carretas típicas pintadas con bellos colores, y se solían practicar tradiciones como pasacalles de mascaradas.

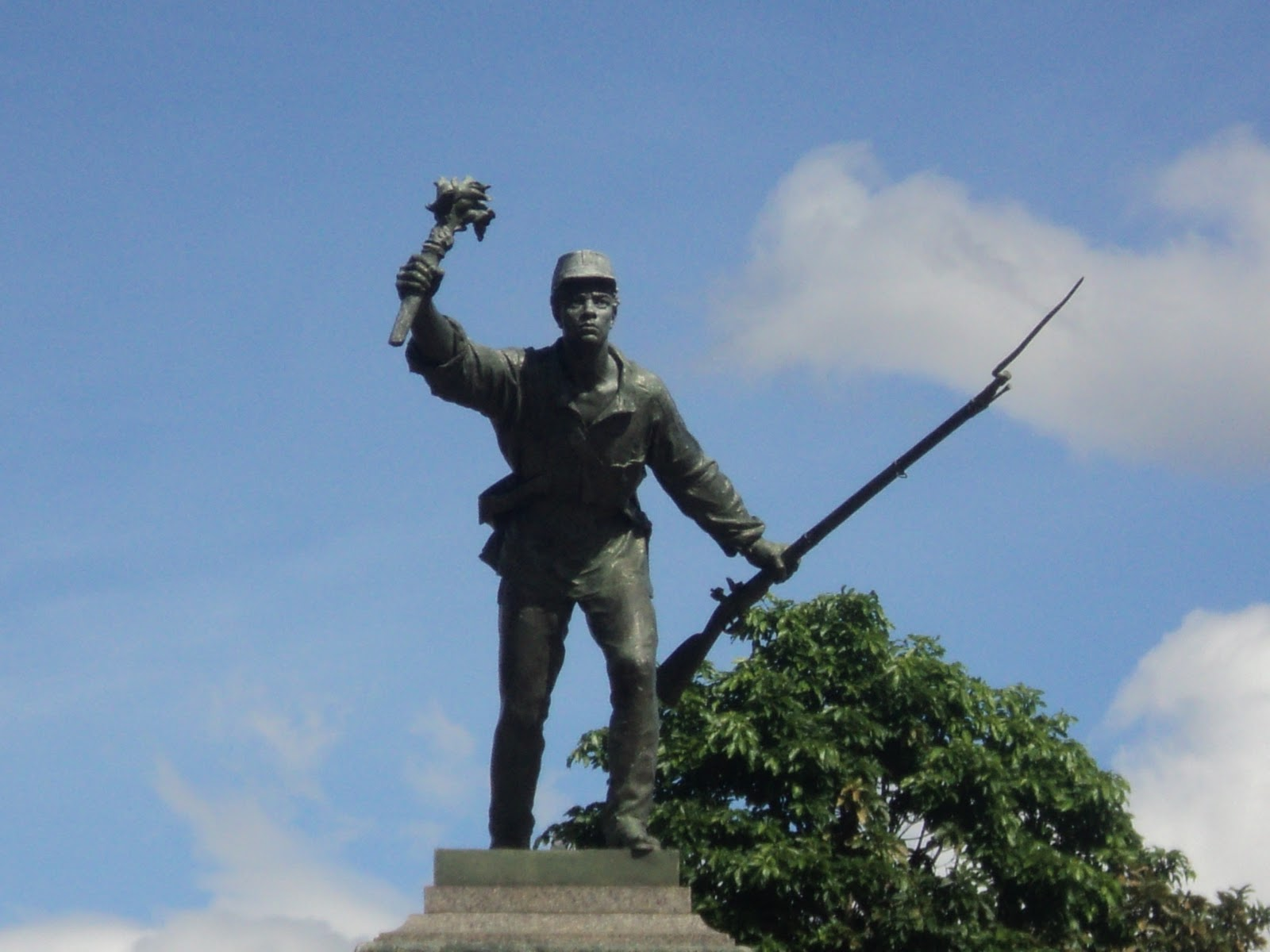
La imagen icónica de Alajuela: el héroe nacional Juan Santamaría inmortalizado en el monumento de 1891

Su apogeo la ciudad lo vivió entre 1870 y 1890, cuando Costa Rica era gobernada por vecinos de la comunidad, como los generales Tomás Guardia Gutiérrez, Próspero Fernández Oreamuno y Bernardo Soto Alfaro.
El ferrocarril llegó al pueblo en 1871; el gran Cuartel Militar y la antigua Cárcel Provincial se terminaron en 1877; el acueducto, el nuevo parque central y la fuente (construida por R. Laidlaw & Son en Glasgow, Escocia) fueron inaugurados en 1880; la cúpula roja sobre la Catedral (la más grande del país) fue terminada en 1888; el Instituto de Alajuela (uno de los principales centros educativos del país en esa época) fue concluido en 1890; el parque Juan Santamaría abrió al año siguiente; el antiguo Hospital San Rafael fue terminado en 1895; la Ermita de la Concepción en El Llano en 1899; y el alumbrado eléctrico empezó a funcionar en 1897. Casi todos esos edificios históricos se conservan en la actualidad.
En esa misma época se abrieron varios túneles subterráneos que unían algunos edificios importantes. Antes de 1882 se estableció uno entre el Cuartel Militar y la mansión del general Tomás Guardia Gutiérrez, para el traslado de soldados, municiones y del propio dictador. Asimismo hay otro entre el viejo Instituto de Alajuela (actualmente conocido como «el antiguo edificio del CUNA») y el Teatro Municipal, para profesores, estudiantes y materiales.
Durante el Período Colonial y la primera mitad del siglo XIX, los alajuelenses eran apodados piñuelas por los vecinos de Heredia y San José, debido a que las haciendas, las calles y las cuadras del pueblo estaban marcadas con una planta comestible y espinosa de la familia Bromelia llamada piñuela. En los últimos años de aquella centuria, el comandante del Cuartel Militar, Pompilio Ruiz, empezó a sembrar árboles de mango en el parque central, y a inicios del XX el comandante Andrés Sáenz plantó la mayoría de los mangos que hoy simbolizan el parque, por lo que Alajuela es llamada por algunos ciudad de los mangos.

### Alajuela en los siglosXXyXXI
El antiguo ayuntamiento de la ciudad fue inaugurado en 1914 en el edificio donde hoy se encuentra el Centro Alajuelense de la Cultura. Seguidamente se construyó el Mercado Central; la fachada del Teatro Municipal fue diseñada por el arquitecto José María Barrantes, máximo exponente del art decó y el estilo neocolonial de Costa Rica; es también art decó el viejo edificio de la Caja de Seguro Social. El Santuario del Cristo Negro de Esquipulas, conocido como Iglesia de la Agonía, fue terminado en 1940.

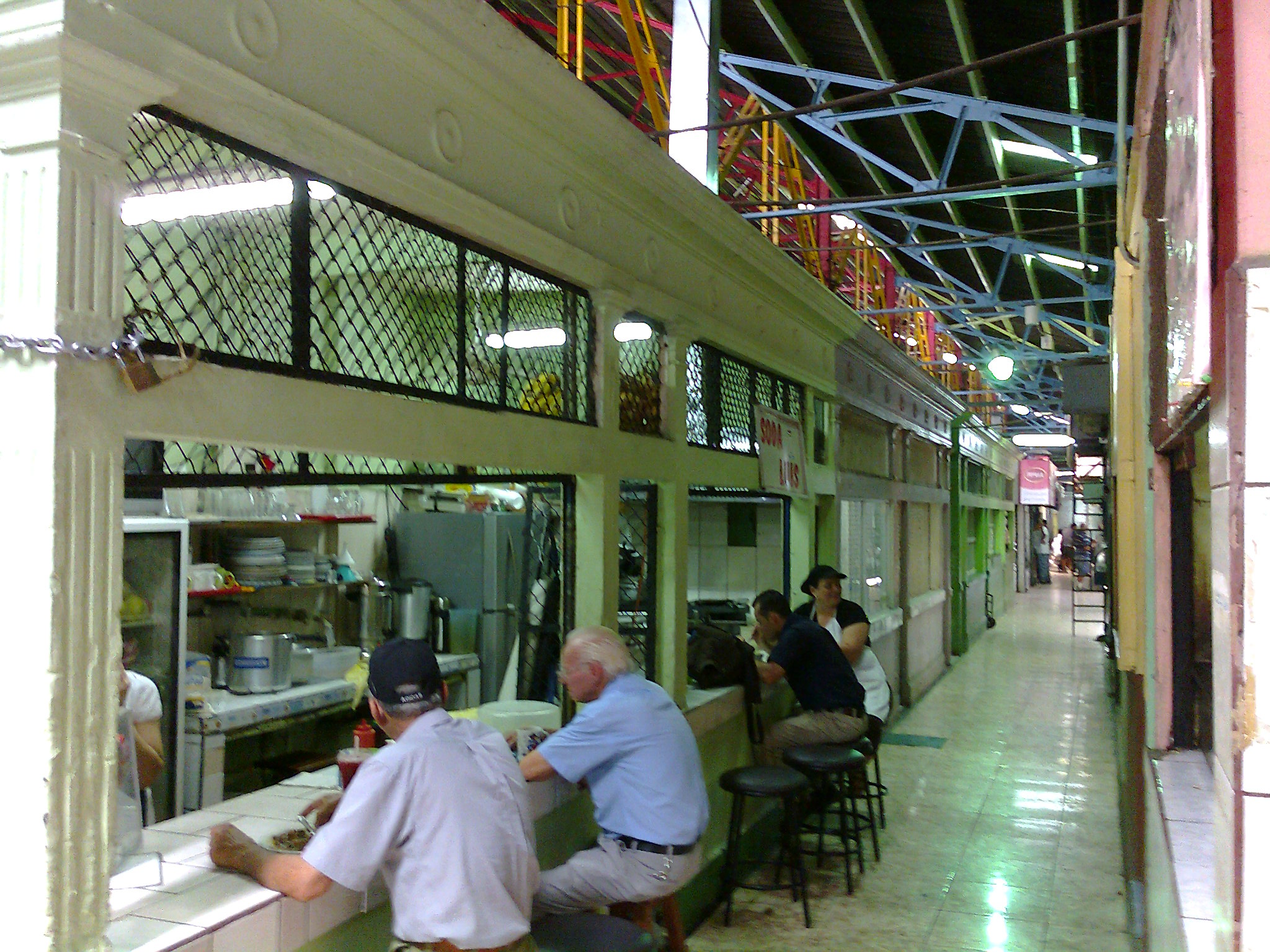
Interior del Mercado Central de Alajuela.

En 1919, se fundó la Liga Deportiva Alajuelense, equipo de fútbol que ha sido campeón nacional en numerosas oportunidades (29) y 3 veces ha ganado la corona de Centroamérica. Su sede es el Estadio Alejandro Morera Soto, llamado así en honor al mayor héroe futbolístico de la ciudad.
En 1921 la Iglesia católica estableció la diócesis de Alajuela, que ha dado 6 obispos: Antonio del Carmen Monestel y Zamora, Víctor Sanabria Martínez (protagonista en las reformas sociales como el Código de Trabajo y la Caja del Seguro Social), Juan Vicente Solís Fernández, Enrique Bolaños Quesada, José Rafael Barquero Arce y Ángel San Casimiro Fernández. Desde las primeras décadas del siglo XX empezaron a establecerse iglesias del protestantismo, como la del Metodismo junto al Parque Central, construida en 1928, y en la actualidad las iglesias evangélicas son muy populares.
El desarrollo industrial de Alajuela empezó a finales del siglo XIX, con algunas fábricas de zapatos para el mercado nacional. Después se abrieron otras plantas, como la Embotelladora Muñoz (1908), la fábrica de Salsa Lizano (1920), la productora de jabones y detergentes Punto Rojo (1946), la fábrica de Pastas Roma (1961), la Embotelladora La Mundial (1971) y otras industrias tradicionales de la comunidad. En los años 1980 se abrió la primera zona franca de Alajuela: el Parque Industrial Saret, con fábricas de troqueles y troquelado (metalmecánica).
En 1948 estalló la revolución que marcó un giro en la historia de Costa Rica: la guerra civil. Desde la Primera Guerra Mundial se habían realizado esfuerzos para lograr un gobierno más protector, en oposición a la tradicional oligarquía cafetalera que controlaba el Estado con políticas liberales. El viejo orden colapsó en marzo de 1948, cuando las fuerzas lideradas por José Figueres Ferrer se rebelaron contra el gobierno que no reconocía el triunfo del alajuelense Otilio Ulate Blanco en las elecciones presidenciales. En esa lucha se destacaron vecinos de la ciudad, como Efraín Arroyo Blanco y Guillermo Villegas Hoffmeister (quien además se destacó como periodista e historiador). Como resultado de esa revolución, Costa Rica eliminó el ejército e invirtió sus recursos en ampliar la educación y mejorar la salud de la población. Fue una decisión pionera, el primer país sin fuerzas armadas, lo cual ha sido imitado en algunos otros países (Anexo:Países sin Fuerzas armadas).
Desde el período colonial había potreros, cañaverales y chozas de paja en la zona cercana al río Ciruelas, siguiendo el Camino Real hacia la Villa Vieja de Heredia. Para inicios del siglo XX se consolidó un caserío junto al camino, entre los cañaverales y los cafetales. En 1965 el presidente Francisco José Orlich Bolmarcich le reconoció la propiedad a las familias a través del Instituto Nacional de Vivienda y Urbanismo. Así se estableció formalmente el barrio del INVU Las Cañas. Luego vendrían los proyectos 1, 2 y 3.
El centro urbano está rodeado por una carretera de circunvalación conocida como Calle Ancha, construida por tramos entre 1931 y 1965. A inicios de los años 1990 fue conectada a la Autopista General Cañas con una carretera de tránsito rápido que va de la ciudad hasta el Aeropuerto Internacional Juan Santamaría, pasando por el Hospital San Rafael de Alajuela y varios centros comerciales.
El 19 de noviembre de 1980 fue fundado el Colegio Universitario de Alajuela, hoy día Universidad Técnica Nacional de Costa Rica, con el campus universitario más importante de la ciudad. Otra es el INCAE Business School, una escuela de negocios que ofrece un programa residencial de MBA; fundada en 1964, se ubica en el campus Walter Kissling al oeste de la urbe. La Universidad Adventista de Centro América (1950) queda en el norte de la ciudad y tiene un campus de 61 manzanas de terreno, con edificios modernos y cómodos. En 2007 se abrió la Sede Interuniversitaria en la que participan los cuatro establecimiento públicos de educación superior más importantes del país: la Universidad de Costa Rica (UCR), el Instituto Tecnológico (ITCR), la Nacional (UNA) y la Estatal a Distancia (UNED).
El polideportivo de la ciudad se ubica en el barrio Monserrat. Construido para los XI Juegos Deportivos Nacionales Alajuela de 1987, incluye un gimnasio multiuso con capacidad para 4000 (utilizable para baloncesto, voleibol y fútbol sala), piscina olímpica, cancha de fútbol, pista de atletismo, campo de béisbol, canchas de tenis, skatepark, un bulevar, parque de niños, amplias zonas verdes, y parqueo.
El 22 de diciembre de 1990 ocurrió un sismo de 5.8 grados en la escala sismológica de Richter, conocido popularmente en Costa Rica como el terremoto de Alajuela de 1990, aunque el epicentro fue en Piedras Negras del cantón de Mora (provincia de San José). Alajuela sufrió daños debido su antigüedad; muchas casas viejas construidas de bahareque no lograron resistir el sismo y se desplomaron. Una persona murió de un infarto agudo de miocardio y otras perdieron algunos bienes; la ciudad de Santiago de Puriscal resultó devastada.
Desde los años 1980 en los alrededores de Alajuela se han abierto más de 8 zonas francas para la industria.
Desde 1999 uno de los embalses más importantes en el Canal de Panamá se llama Lago Alajuela, en honor a esta ciudad.
En el 2004 fue abierto a la comunidad el nuevo Hospital San Rafael de Alajuela, a sólo 2 kilómetros del Aeropuerto Internacional Juan Santamaría. Es uno de los centros hospitalarios más modernos del país, ya que tiene tecnología de punta, y cuenta con múltiples especialidades en todas las ramas de la medicina.
La ciudad es sede de conciertos internacionales en diferentes lugares, como el Estadio Alejandro Morera Soto y el autódromo La Guácima.
La alajuelense Hanna Gabriel se coronó campeona mundial de superwélter en 2009 en la Organización Mundial de Boxeo.
Entre el 2006 y 2010 la alcaldesa fue Joyce Zürcher Blen, del (Partido Liberación Nacional PLN). La sucedió Roberto Thompson, también del PLN, quien resultó elegido nuevamente en las elecciones municipales del 2016.

## Sitios de interés y cultura
La mayoría de los sitios de interés cultural están ubicados en las cercanías del Parque Central. A sus costados se encuentran la catedral (Este), el Museo Histórico Cultural Juan Santamaría (Norte), el Centro Alajuelense de la Cultura (Oeste) y el llamado Edificio de Balcones (Sur).
El Museo Histórico Cultural Juan Santamaría (MHCJS) fue creado el 4 de diciembre de 1974 por la ley N.º 5619 en lo que era la cárcel de Alajuela y que después se extendió al Antiguo Cuartel de Armas, la edificación que da al Parque Central. La exposición principal, titulada Camino de libertad, está centrada en la Campaña Nacional de 1856-1857, es decir, en la guerra contra los filibusteros que se peresenta a lo largo de seis salas.
En el costado oeste del parque se ubica el Centro Alajuelense de la Cultura, edificio que data de principios del siglo XIX y que fue construido entre los años 1907-1911 como palacio municipal. Declarado Patrimonio Histórico por la ley 7555, fue restaurado en 2012.
El Edificio de Balcones, del siglo XIX, fue sede del Instituto de Alajuela y en él continúan funcionando establecimientos educativos, como el Colegio Universitario, inaugurado en 1978 por el entonces presidente Rodrigo Carazo, el Centro Universitario Luis Alberto Monge Álvarez, abierto por la jefa de Estado Laura Chinchilla en 2013 o en Instituto Kin Sejong.
El inmueble de la iglesia de Nuestra Señora del Pilar fue construido en la segunda mitad del siglo XIX y bendecido el 22 de diciembre de 1863. Elevada a la categoría de catedral en 1922, ha tenido diversas remodelaciones; la última restauración a finales de la primera década del siglo XXI; en 209 Hernán Ramírez pintó los motivos que adornan el techo de la nave.
La plaza principal fue remodelada en 1890 por el italiano Rogelio Bernini, quien la proyectó como el Parque Central con ejes diagonales y transversales que convergen en la fuente octagonal traída diez años antes desde Inglaterra. Diagonal a la esquina noroeste de parque y frente al Antiguo Cuartel de Armas (o sea, al MHCJS) se encuentra la plaza Tomás Guardia, creada en 2012 en honor al expresidente en el lugar donde en su tiempo se alzaba la casa en la vivió en Alajuela; la decora un conjunto escultórico de tres piezas realizado por Edgar Zúñiga, la principal de las cuales es una estatua del general y político costarricense.
Bajando hacia el sur por el costado del Edificio de Balcones —convertido en el bulevar Carlos Luis Fallas, con un retrato en cerámica de Calufa y mosaicos alegóricos de sus novelas— se llega al Teatro Municipal, otro inmueble con categoría de Patrimonio Histórico-Arquitectónico, frente al cual se extiende el parque (plaza) Juan Santamaría, con la famosa estatua del héroe —obra monumental del francés Aristide Croisy y con relieves de colega Gustave Deloy— y esculturas modernas a lo largo de su costado norte. Además, adorna este parque un enorme mural sobre la batalla de Rivas del pintor Carlos Aguilar, conocido por los numerosos retratos y otros cuadros relacionados con la campaña de 1856-1857 que adornan el Museo Histórico Cultural.
Frente al extremo sur de esta plaza, en la esquina suroeste de la calle 2 Obispo Tristán, se ubica el parque Calián Vargas, en el que destacan las grandes letras rojas del rótulo metálico que forman el nombre escultórico de Alajuela. Allí también hay algunas esculturas modernas, placas memoriales y juegos para los niños.
Entre los hijos de la ciudad hay personas que han hecho un aporte especial a la cultura de Costa Rica como el dibujante decimonónico José María Figueroa, los historiadores León Fernández Bonilla y Ricardo Fernández Guardia, el científico Anastasio Alfaro, los escritores Gustavo Solórzano Alfaro (poeta), Fernando Contreras Castro y el ya citado Fallas o Calufa). Este último escritor se destaca por novelas que denuncian injusticias sociales, como Marcos Ramírez, Gentes y gentecillas, Mamita Yunai y Mi madrina, que se desarrolla en los barrios de Alajuela en la primera mitad del siglo XX.
El parque Próspero Fernández, ubicado en el costado este del Cementerio General de Alajuela, tiene el busto del expresidente y general realizado a fines del siglo XIX por Francisco A. Durini Vassalli, tío del escultor ítalo-suizo que dejó una gran huella en Quito y que en un principio estaba en San José (primero en la plaza La Laguna, hoy parque Morazán y después en la antigua plazoleta de la Iglesia La Merced, costado suroeste del actual Banco Central de Costa Rica) hasta que, a petición de su viuda Cristina, fue trasladado a esta ciudad. En el mismo parque se piensa reinstalar el gran Monumento al Agricultor, obra de Paco Zúñiga que antes de ser vandalizada estuvo en el aeropuerto Juan Santamaría y después en custodia en los jardines del Museo de Arte Costarricense.
Los alajuelenses que han gobernado el país son Gregorio José Ramírez y Castro, José María Alfaro Zamora, Salvador Lara Zamora, los mencionados Tomás Guardia y Próspero Fernández, Bernardo Soto Alfaro, Apolinar de Jesús Soto Quesada, León Cortés Castro y Otilio Ulate Blanco.

## Clima y relieve
La ciudad de Alajuela se encuentra a 10° latitud norte, en la Zona Intertropical del planeta, pero su temperatura es moderada por la altitud, a 960 m s. n. m. (metros sobre el nivel del mar), por lo que se considera un clima tropical de montaña. Se ubica en una llanura aluvial de la vertiente al océano Pacífico, entre los ríos Ciruelas y Alajuela, los cuales bajan de los macizos del volcán Poás (2708 m s. n. m.) y el volcán Barva (2906 m s. n. m.). El clima de la ciudad es típico de la región conocida como Valle Central Occidental.
La oscilación térmica diaria es de aproximadamente de 10 °C. Las temperaturas más bajas del año pueden alcanzar 15 °C entre diciembre y febrero, y las más altas 32 °C entre marzo y mayo. La mínima temperatura registrada ha sido de 11 °C el 22 de enero de 1964, mientras la máxima se registró el 3 de marzo de 1957 cuando alcanzó 34.6 °C.
El clima de Alajuela está influenciado principalmente por la vertiente del Pacífico, lo que lo hace más seco en comparación con el de San José. Durante la estación seca, especialmente entre enero y mediados de marzo, los vientos alisios provocan mañanas cálidas acompañadas de ráfagas de viento fresco que pueden alcanzar velocidades de entre 45 y 90 km/h. En contraste, las noches suelen ser significativamente más frías, con diferencias de temperatura que pueden oscilar entre 10 y 15 °C respecto al día.
Durante estos mismos meses, la capital del país presenta un clima más templado y estable a lo largo del día. Sin embargo, durante el resto del año, incluidos los meses de la estación lluviosa, Alajuela y San José comparten condiciones climáticas similares, con variaciones principalmente atribuibles a la diferencia de altitud entre ambas ciudades.
Según el Sistema de clasificación de zonas de vida de Holdridge, la naturaleza del espacio que hoy es la ciudad de Alajuela es ser un bosque tropical de montaña, bañado por ríos de agua clara, poblado de robles, higueras, palmeras, flores y frutas tropicales, y habitado por miles de aves coloridas, mariposas, ranas, venados, coyotes, y jaguares.

## Barrios de la ciudad de Alajuela
La ciudad está compuesta por 27 calles y 21 avenidas. La Calle Ancha es la calle que circunda el centro donde están las terminales de autobuses del cantón, la mayoría de tiendas y almacenes. Los 4 barrios centrales son: El Carmen, Corazón de Jesús, La Agonía y El Arroyo. Estos 4 barrios centrales se designan por la Iglesia católica próxima: el sector del Arroyo es de la Catedral, y alrededores es de la Agonía, el Carmen es de la iglesia del Carmen y Corazón de Jesús con la iglesia que lleva el mismo nombre.
Por el Norte están los barrios: Hospital y Montenegro. También los caseríos/urbanizaciones: Lotes Aguilar, Lirios del Valle, Guaria, Sitio Ideal, Monte Cristal, Llanos del Norte, Los Ángeles.
Por el Nordeste están los barrios: Canoas y Guadalupe. También los caseríos/urbanizaciones: Campo Verde, Montenegro.
Por el Este están los barrios: La Agonía, Concepción el Llano, Higuerones, Villa Hermosa, Brasil (parte), Paso Flores y Ciruelas. También los caseríos/urbanizaciones: Brasilia, Independencia, Los Adobes.
Por el 'Sur' están los barrios: Tropicana, Tomás Guardia, Cafetal, San Luis (parte), Molinos, Monserrat (Parte), Acequia Grande (parte), Villa Bonita (parte) y Montecillos (parte).
Por el Oeste están los barrios: Cristo Rey, Bajo Cornizal, Gregorio José Ramírez, y Montecillos (parte).

## Geografía
Alajuela cuenta con un área de 10,61 km² y una altitud media de 952 m s. n. m.

## Demografía
Para el año 2022, Alajuela cuenta con una población estimada de 44 374 habitantes, y para el último censo efectuado, en 2011, Alajuela contaba con una población de 42 975 habitantes.

## Economía y educación

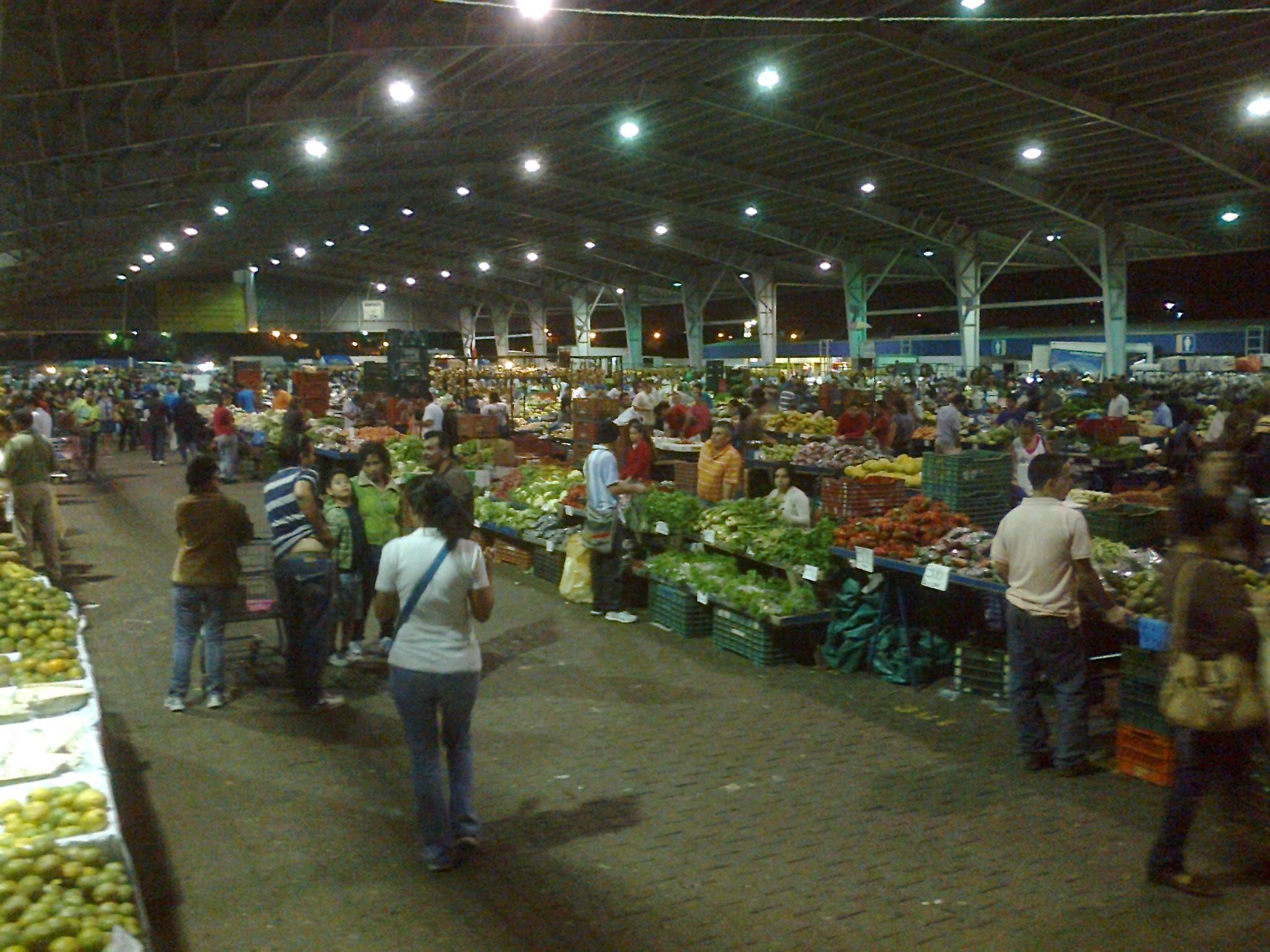
Plaza de Ferias en el sector oeste de la ciudad. Un gran campo ferial al aire libre, iluminado y techado.

En la región donde se ubica se produce tradicionalmente café, azúcar y ganado para carne y leche, y Alajuela cumple un papel como centro de comercialización y distribución para estos productos.
Es la sede de uno de los principales entes financieros del país: el Grupo Mutual Alajuela - La Vivienda, además de bancos internacionales como el Scotiabank, el HSBC, el Citibank, y otros.
En la ciudad se encuentran diversas instituciones educativas y culturales como la Universidad Técnica Nacional de Costa Rica, el INCAE Business School, el Instituto Nacional de Aprendizaje (INA), la Universidad Estatal a Distancia, el Museo Histórico Cultural Juan Santamaría y la Sede Interuniversitaria, en la cual se imparten carreras de las 4 universidades públicas del país (UCR, ITCR, UNA, UNED).
El Sistema Nacional de Colegios Científicos de Costa Rica cuenta también con una sede en la ciudad, el Colegio Científico de Alajuela. Los estudiantes de esta institución acostumbran obtener resultados destacados en las olimpiadas científicas, concursos de admisión a las universidades estatales y exámenes de bachillerato. Actualmente es también el campeón nacional del concurso televisivo "Antorcha: Clave Éxito" (Canal 13 SINART). Este era el principal concurso de conocimientos dirigido a estudiantes de secundaria del país.

## Atractivos turísticos
Alajuela es una de las pocas ciudades de Costa Rica que conserva un centro histórico del siglo XIX. Estas estructuras están unidas por un bello sistema de bulevares con jardines y parques urbanos que favorecen las caminatas por la ciudad. También hay obras de arte por todo el casco urbano, como las esculturas del alajuelense Édgar Zúñiga, o las pinturas en el Museo Histórico Cultural Juan Santamaría, realizadas por estudiantes escolares de Alajuela.
Entre los edificios históricos se destacan: el Parque Central (desde 1782), la Garita de la Antigua Aduana (1824), el Puente de Piedra sobre el Río Grande (1826), la Ermita del Barrio San José (1853, el edificio en pie más antiguo de toda la Provincia de Alajuela), la Fuente de la Libertad (donde una vez habitó Juan Santamaría), la Catedral de Alajuela (1863, con nuevos frescos realizados en el 2010 por los artistas alajuelenses Hernán Ramírez Corrales y Andrey Ramírez García), el viejo Cuartel Militar y la Cárcel Provincial (1874, actual Museo Histórico Cultural Juan Santamaría, el cual incluye los arcaicos calabozos), el antiguo Hospital San Rafael (1883), el viejo Edificio del Instituto de Alajuela (1887), la Ermita de la Concepción en El Llano (1889), y el Monumento a Juan Santamaría (1891).
Así mismo están el antiguo Ayuntamiento de la Ciudad (1914, actual Centro Alajuelense de la Cultura), el Mercado Municipal, el Teatro Municipal (diseñado por el arquitecto José María Barrantes, el máximo exponente del art déco y el estilo NeoColonial de Costa Rica), el viejo edificio de la Caja Costarricense de Seguro Social (también en estilo art déco, el cual sobresale en varias construcciones de la ciudad entre los años 30 y 50), y el Santuario del Cristo Negro de Esquipulas (1940, conocido como Iglesia de la Agonía).

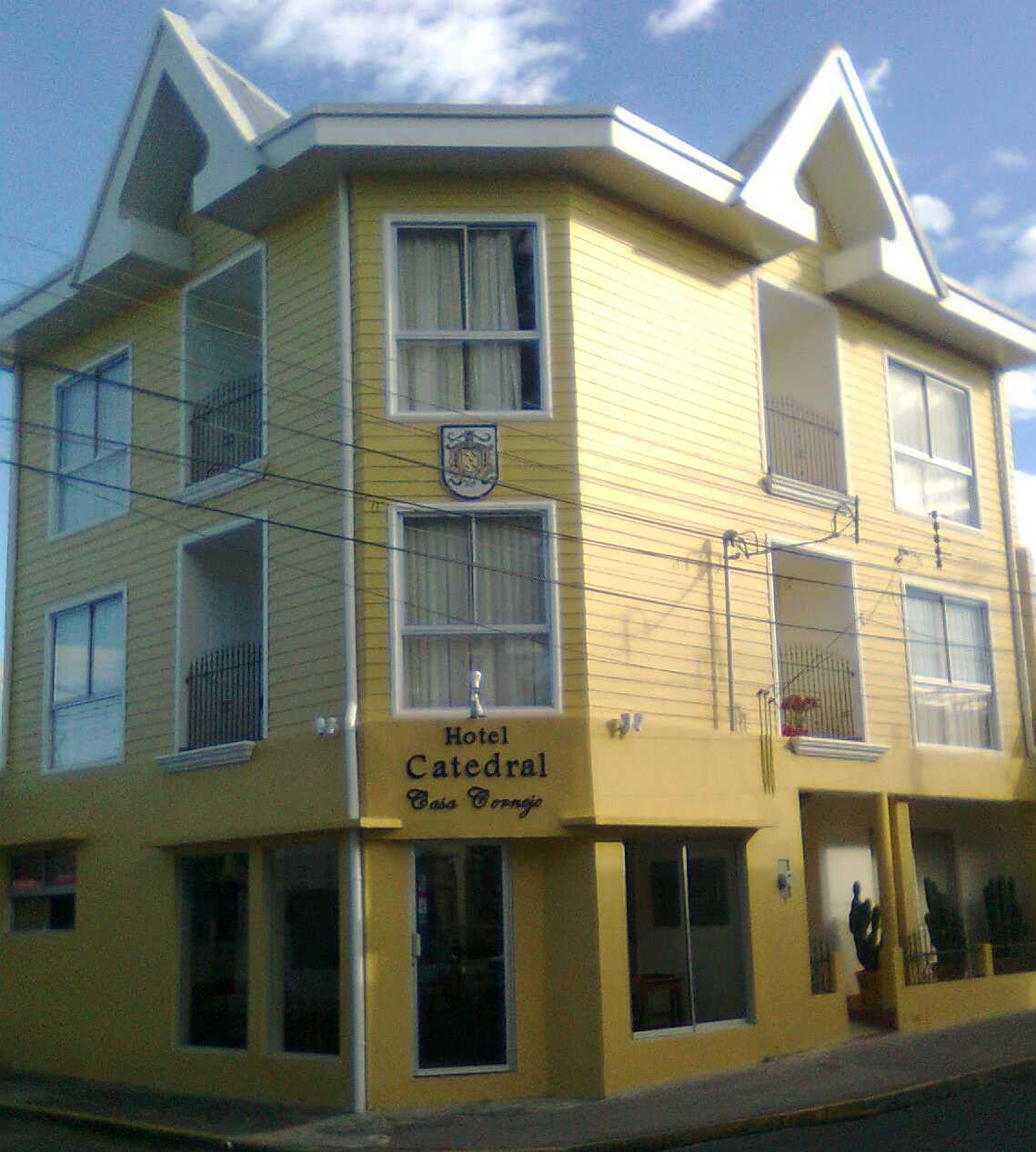
Hotel Catedral Casa Cornejo, en la Ciudad de Alajuela.

Actualmente hay caminatas nocturnas por la ciudad con guías turísticos, los martes cada dos semanas. Salen del Parque Juan Santamaría a las 6:30 p. m. y recorren la historia, terminando en el antiguo Cuartel de Armas (ahora Museo Histórico y Cultural Juan Santamaría). El Nocturbano Alajuela es organizado por ChepeCletas.
El aeropuerto internacional de Costa Rica está en las afueras de este distrito, pues se encuentra en medio de la Red Nacional de Carreteras.
Alajuela es tal vez la mejor alternativa para degustar la Gastronomía de Costa Rica[¿según quién?]. Históricamente, se encuentra en el centro de todos los caminos del pequeño país. Por ejemplo, uno de los principales iconos de la Cocina Costarricense es la Salsa Lizano, desarrollada en Alajuela en los años 1920. En la actualidad hay espacios muy especializados en la Gastronomía de Costa Rica, como la calle de La Garita, al oeste de la ciudad, carretera hacia Atenas (pueblo reconocido por la National Geographic (revista) como el lugar con el mejor clima del mundo). En esos restaurantes típicos atienden con trajes folklóricos, en un ambiente campesino. En el Mercado Municipal también, justo en el centro de la ciudad.

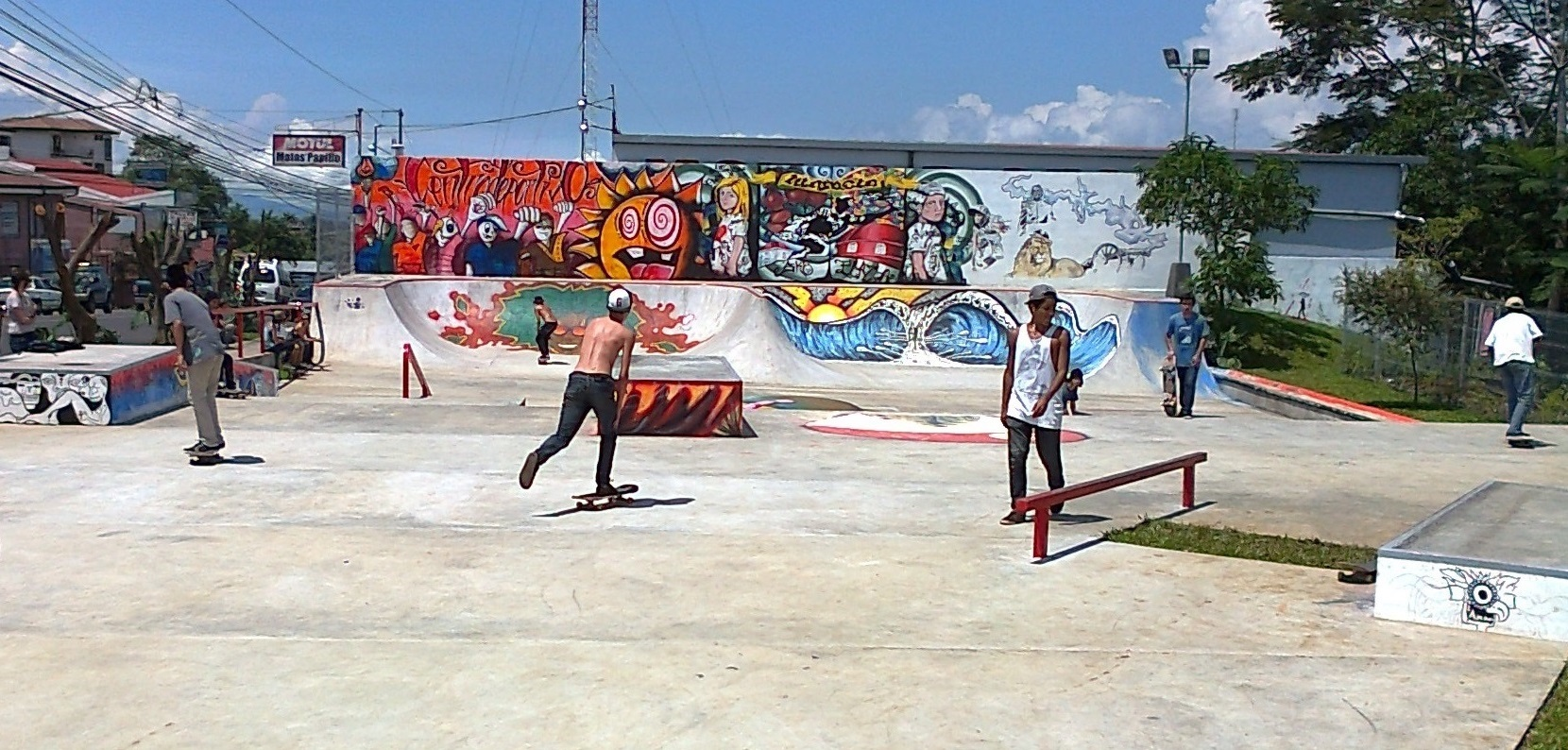
Grafitis en el Skatepark de Calle Meza, septiembre de 2013.

Lo ideal es visitar la Feria del Agricultor para conocer los ingredientes locales. Los campesinos de los alrededores se reúnen todos los viernes y sábados a vender sus productos agropecuarios en el campo ferial de la ciudad, 900 m al oeste del Parque Central. Llegan cientos de personas vendiendo y comprando especias, frutas, quesos y otros, bajo una moderna estructura techada y sin paredes.
Es recomendable probar un helado de sorbetera en la histórica Soda La Torcaz (antes Salón Paris, donde en 1919 se fundó la Liga Deportiva Alajuelense). En esa misma soda se puede degustar el «Rosquete de Alajuela», un pan de trigo con clara de huevo y vainilla propio de Alajuela en el Período Colonial. También se recomienda al turista comer un tradicional pastelillo español de Soda La Riojana (barrio El Carmen), el lugar donde se empezaron a preparar pastelillos de pollo o papa hace décadas.
Otros atractivos son: el Estadio Alejandro Morera Soto, el Festival Internacional de las Artes (FIA), los miradores en Pilas que ven todo el Valle Central, el Festival Internacional Anual de Cuentacuentos: Alajuela Ciudad Palabra, y la Noche de Tambores en el Parque Palmares, el último miércoles de cada mes, con percusiones, circo callejero, malabares con fuego y telas al estilo de Cirque du Soleil.
La ciudad ha sido sede de conciertos internacionales en diferentes lugares, como el Estadio Alejandro Morera Soto y son muy populares las fiestas electrónicas de Psychedelic trance y Dubstep.
Del 2 al 5 de febrero de 2012 fue el Festival Internacional de Deportes Extremos o FISE (Festival International des Sports Extrêmes au Amérique). Compitieron atletas de todo el mundo en las categorías de BMX, Motociclismo estilo libre, Bicicleta de montaña, Tablaestela, Skateboarding, Roller y otros tipos de deporte extremo. La actividad incluyó conciertos de grupos nacionales y 17 bandas internacionales.
En Alajuela hay grandes hoteles, como el Holiday Inn Express, el Hampton Inn de Hoteles Hilton, el Courtyard de Marriott International, y el hotel, spa y casino de juego Costa Rica's Resort Martino. También hay hostales para el turismo mochilero, y cómodos hoteles de montaña en las afueras.
Es fácil conseguir Gastronomía de México, Gastronomía del Perú, Gastronomía de Italia, Gastronomía de China, Gastronomía vegetariana y otras. Actualmente en el Restaurante Monteleone, frente al café Ambrosía y Best Brands, producen una cerveza artesanal alajuelense, la cual es una de las novedades gastronómicas en la ciudad.
El casco urbano incluye 4 restaurantes McDonald's, 3 Pizza Hut, 3 Taco Bell, Burger King, Subway, Quiznos y otros. Además la ciudad cuenta con supermercados como el Walmart y PriceSmart y varios centros comerciales: City Mall, Outlet Internacional, Oficentro Plaza Aeropuerto, Plaza Praktico, Mango Plaza y Plaza Real.

## Transporte

### Carreteras
Al distrito lo atraviesan las siguientes rutas nacionales de carretera:
- Ruta nacional 3
- Ruta nacional 123
- Ruta nacional 124
- Ruta nacional 125
- Ruta nacional 130
- Ruta nacional 153

## Galería

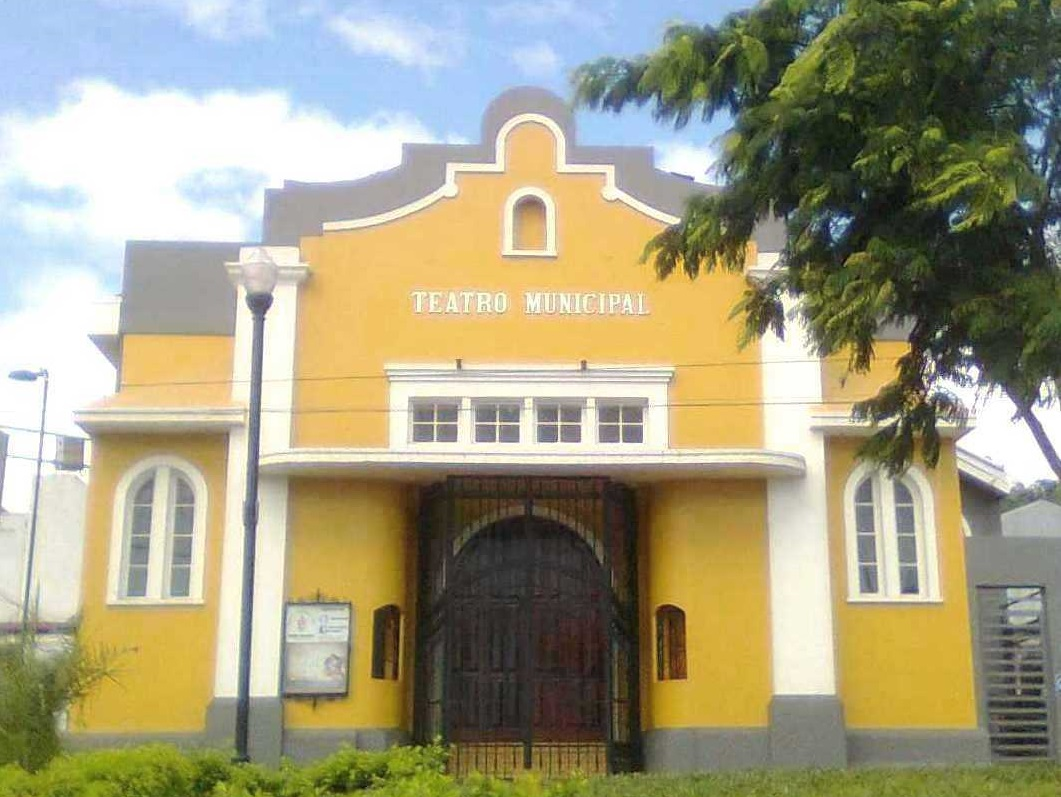
Teatro Municipal de Alajuela, diseñado por José María Barrantes.
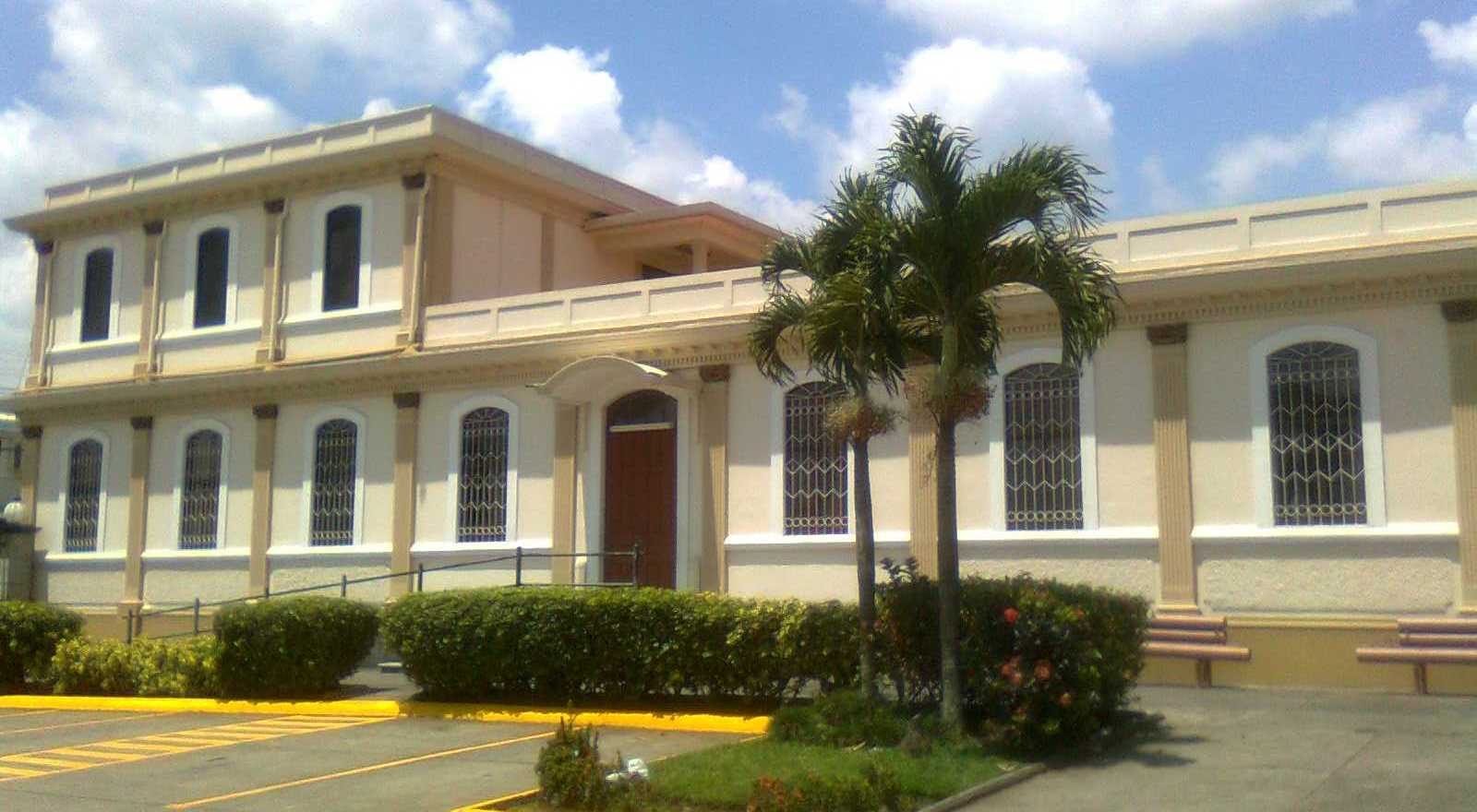
Palacio Episcopal de Alajuela en La Agonía, diseñado por Baldomero Silva y Clodomiro Fallas.
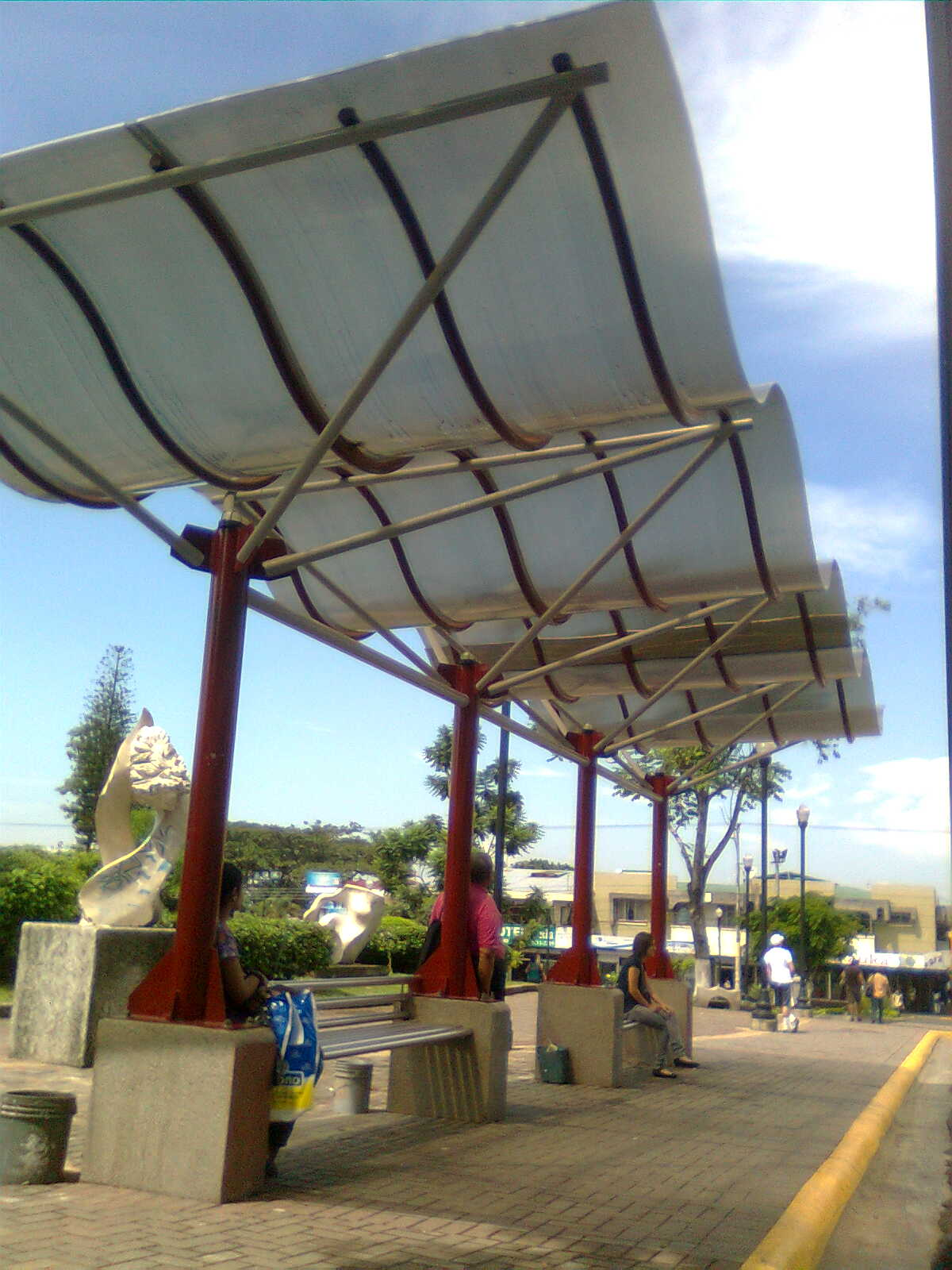
Parada de autobús junto a obras de arte en el Parque Juan Santamaría
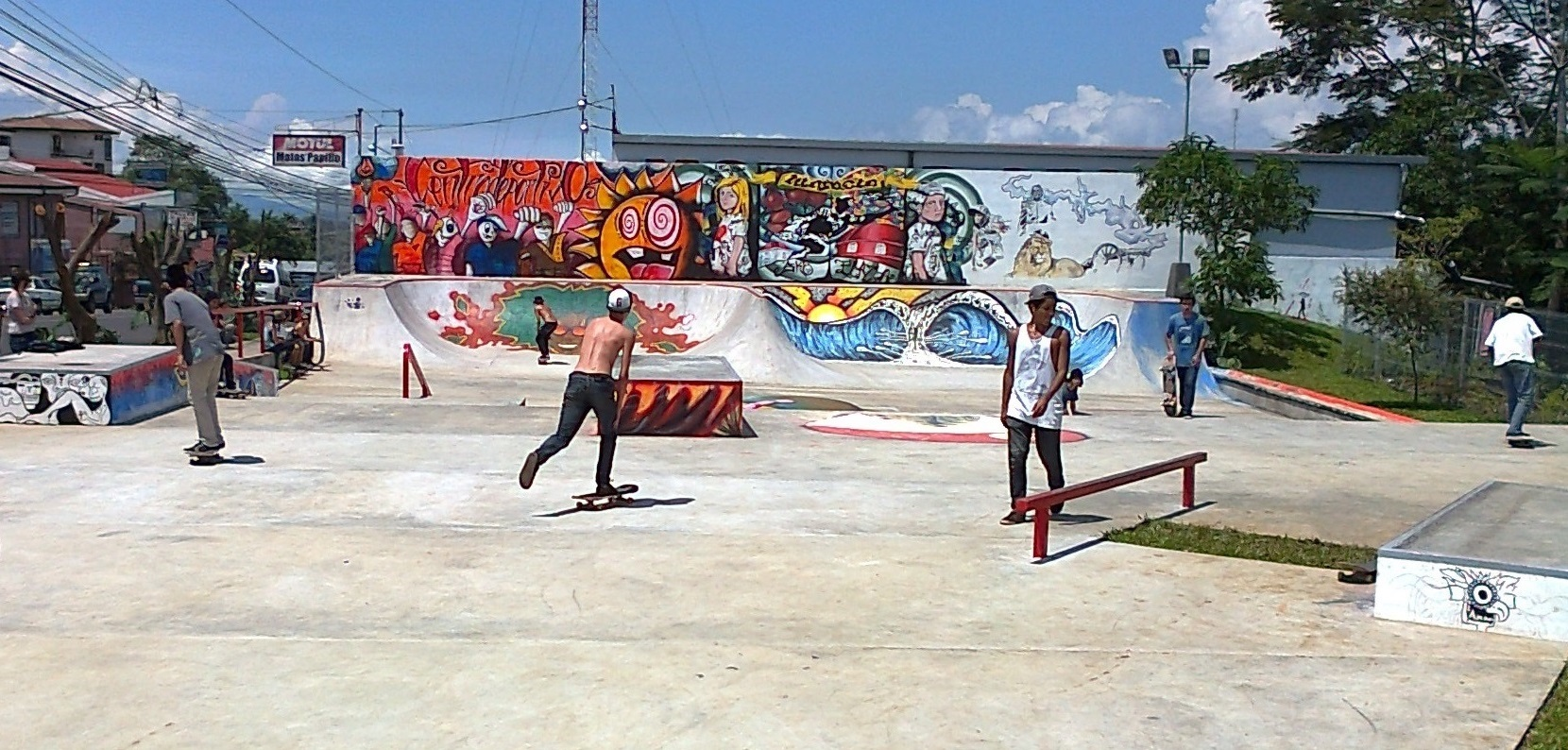
Skatepark en Calle Meza
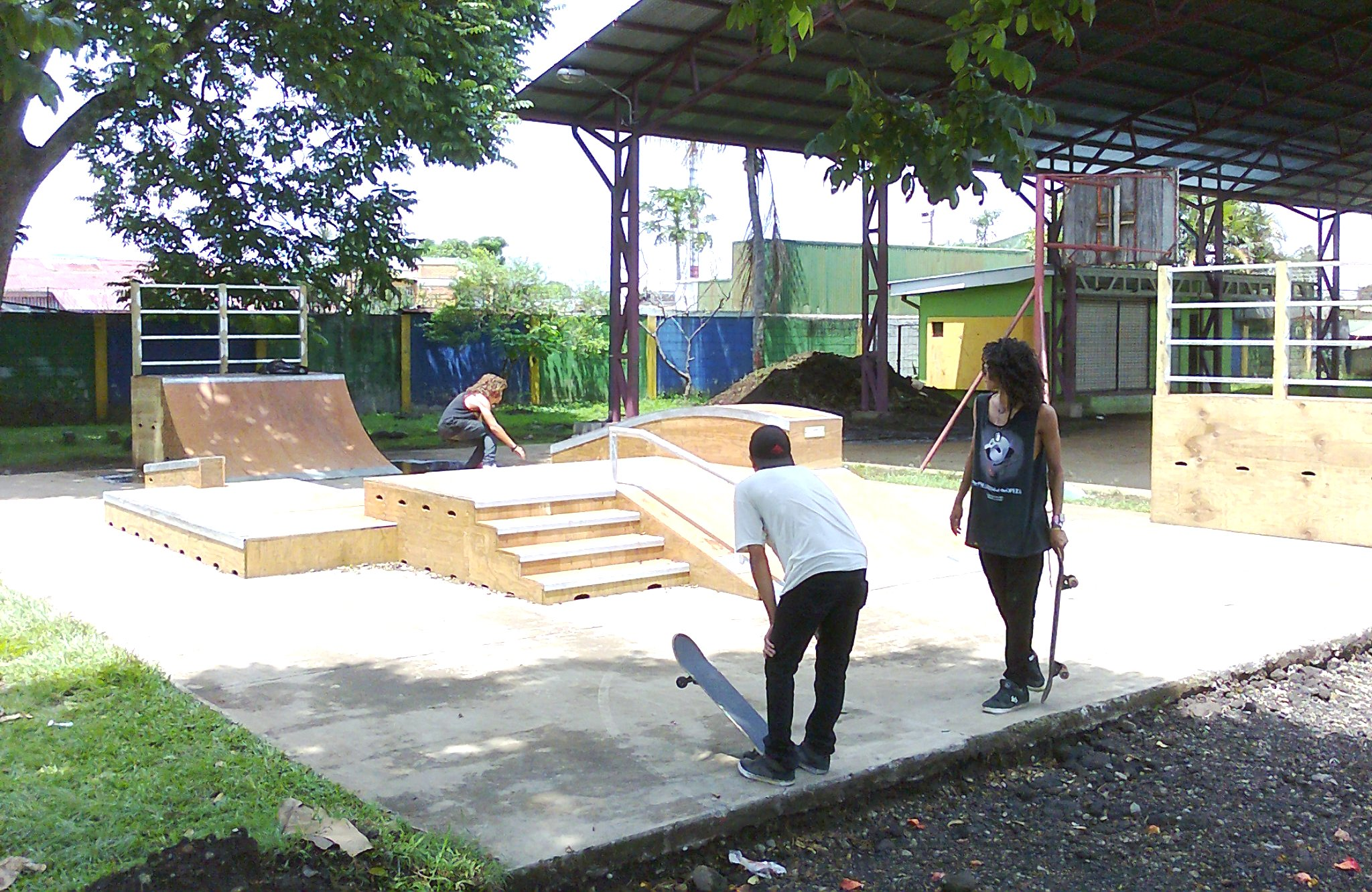
Skatepark en Villa Hermosa, instalado en 2012.

## Ciudades hermanas
- San Bartolomé de Tirajana (España)
- Lahr (Alemania)
- Montegrotto Terme (Italia)
- Downey (Estados Unidos)
- Dothan (Estados Unidos)
- Guadalajara (México)
- Huixquilucan (México)
- El Oro (México)
- Santos (Brasil)
- Ibaraki (Japón)
- Hangzhou (China)